# Авлес
Авлес (грч. Αυλές) је насељено место у општини Сервија у периферији Западна Македонија, Грчка. Према попису из 2021. године било је 236 становника.
Насеље је 1913. године имао 180 житеља Грка. После 1923. године насељено је 30 грчких избегличких породица, укупно 109 особа. На попису из 1928. године Авлес је имао 295 становника.